# Aeschynanthus tricolor
Aeschynanthus tricolor är en tvåhjärtbladig växtart som beskrevs av William Jackson Hooker. Aeschynanthus tricolor ingår i släktet Aeschynanthus och familjen Gesneriaceae. Inga underarter finns listade i Catalogue of Life.

## Bildgalleri

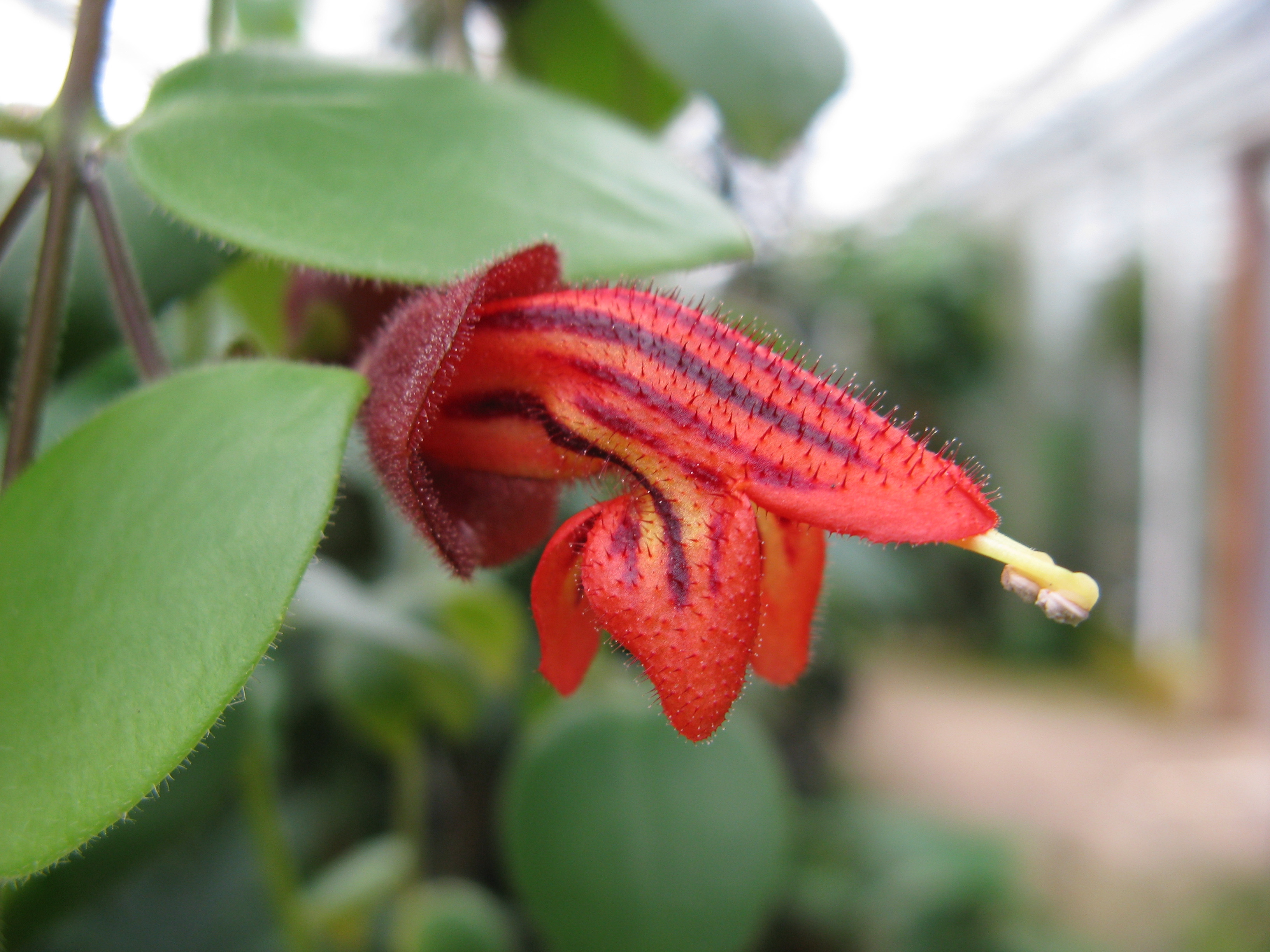
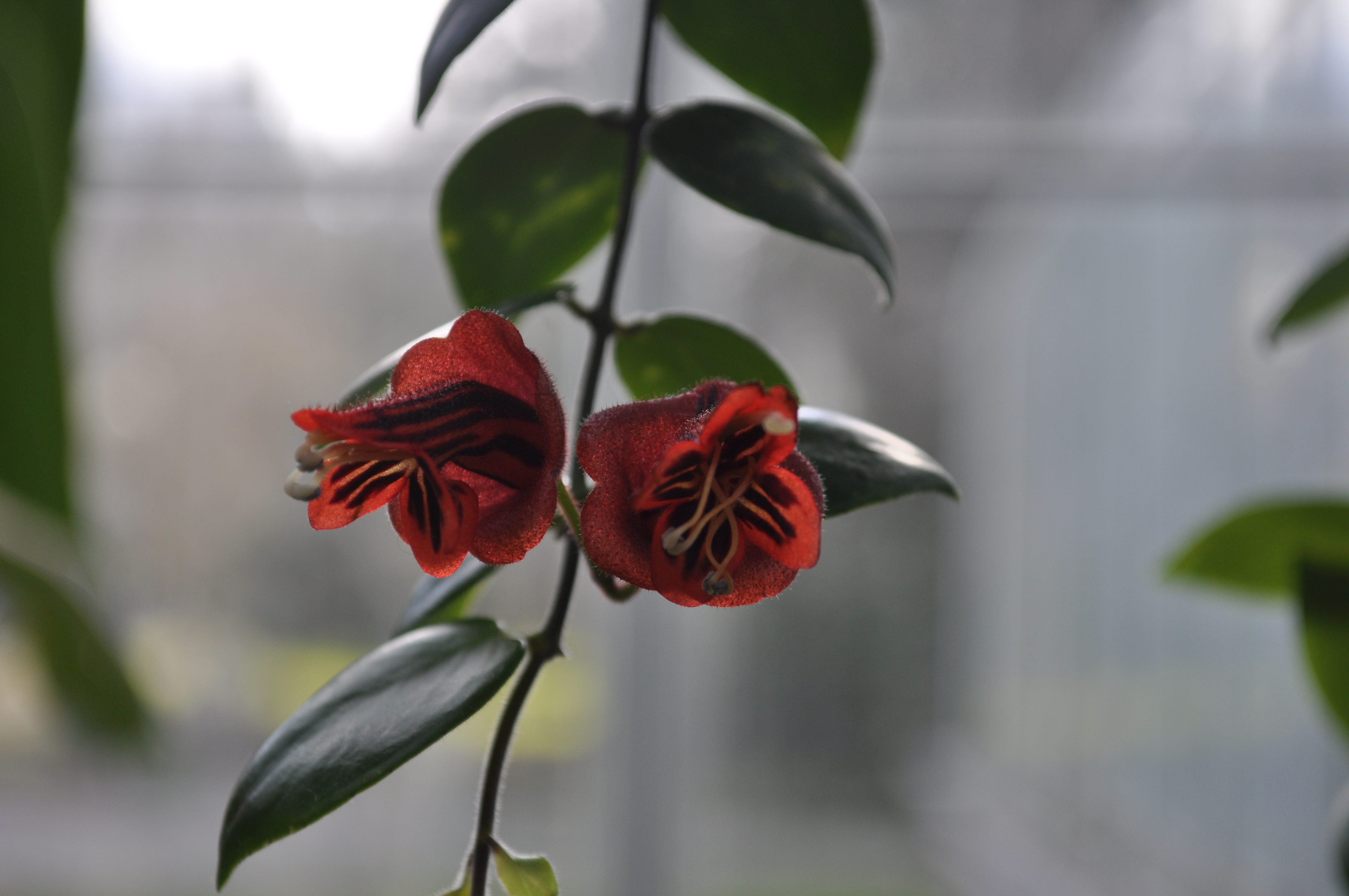